# 王允輝
王允輝，清朝政治人物、進士出身。
嘉慶六年，登進士。嘉慶十三年，任內閣中書，嘉慶十九年，升任宗人府主事，嘉慶二十二年，任江南監察御史。道光二年，任禮科給事中。